# Guardias móviles
Los guardias móviles (en hebreo: המשמר הנע‎, romanizado: Hamishmar hana), también conocidos como Manim por las iniciales de las palabras hebreas, eran una rama del Notrim en el mandato británico establecida al comienzo de la revuelta árabe de 1936-1939 para emboscar a los terroristas árabes y proteger los asentamientos judíos y los trabajadores en sus huertos y campos.
Había alrededor de 60 unidades compuestas por 400 hombres. Los manim viajaban en vehículos blindados.